# Putrifiers II
Putrifiers II — тринадцатый студийный альбом американской рок-группы Osees из Сан-Франциско. Он был выпущен 11 сентября 2012 года лейблом In The Red Records. Это седьмой альбом, выпущенный под полным названием «Thee Oh Sees», после того как группа ранее была известна как «OCS», «The Ohsees» и «The Oh Sees».

## История
Предыдущая группа Джона Дуайера Yikes записала песню под названием «Putrifiers» для своего альбома 2006 года Secrets to Superflipping. Эта песня также повлияла на «Ghost In The Trees» группы Thee Oh Sees из альбома 2008 года The Master’s Bedroom Is Worth Spending a Night In.
Подобно Dog Poison и Castlemania, записью в основном занимался Джон Дуайер. Единственным другим участником группы, появившимся в альбоме, была Бриджид Доусон. Доусон отметила расширенную палитру звуков альбома: «Мне кажется, что [Джон Дуайер] расправил крылья, стал немного композитором с более широким и богатым набором звуков, с которыми можно поиграть». Среди приглашённых музыкантов в альбоме были Хайди Александер из The Sandwitches, которая записала дополнительный вокал и трубы, и Микал Кронин, который играл на саксофоне. Крис Вудхаус вернулся в качестве звукорежиссёра и приглашённого музыканта и записал альбом в студии звукозаписи The Hangar в Сакраменто, Калифорния.

## Отзывы
| Оценки критиков  | Оценки критиков |
| Источник         | Оценка          |
| ---------------- | --------------- |
| Allmusic         | [ 6 ]           |
| The A.V. Club    | (C)             |
| BPM              | (80%)           |
| Drowned in Sound | (8/10)          |
| No Ripcord       | (9/10)          |
| Paste            | (8.3/10)        |
| Pitchfork        | (8.1/10)        |
| Slant            | [ 13 ]          |
| Tiny Mix Tapes   | [ 14 ]          |

Альбом получил положительные отзывы от музыкальных критиков.
Криста Черри написала в AllMusic, что «Putrifiers II блистает треками, которые показывают все более мелодичный слух Джона Дуайера и множество форм, которые он принимает, создавая связь от напыщенного хвастовства Nuggets до ритма Motown („Flood’s New Light“) и непринуждённого fuzz-pop до золота AM („Hang a Picture“), а также вызывая безмятежные вибрации Byrds-meets-Kinks („Goodnight Baby“) и идиллические симфонии в миниатюре („Wicked Park“). С более экспериментальной стороны, гудящая рага-подобная „So Nice“ даёт ощущение звучания Thee Oh Sees в „Venus in Furs“ и „Tomorrow Never Knows“, а „Will We Be Scared?“ имеет жуткий, ностальгический обморок Скотта Уокера и Dirty Beaches. С таким количеством контрастных идей, смешанных в одном альбоме, Putrifiers II страдает с точки зрения общей сплочённости, но давние поклонники будут вознаграждены, услышав, как группа одновременно оттачивает то, что у неё получается лучше всего, и расширяет свои границы. Кстати, по этой причине это также отличное знакомство с группой для новых слушателей. После 15 лет и более дюжины альбомов Putrifiers II — это отчасти моментальный снимок, отчасти взгляд в хрустальный шар, показывающий постоянно меняющийся подход Дуайера и компании к написанию песен и музыкальности, и ещё больше закрепляющий статус Thee Oh Sees как одной из самых свободных, энергичных групп в инди-роке».

## Список композиций
Слова и музыка всех песен — John Dwyer.
| №                   | Название             | Длительность |
| ------------------- | -------------------- | ------------ |
| 1.                  | «Wax Face»           | 4:01         |
| 2.                  | «Hang a Picture»     | 3:55         |
| 3.                  | «So Nice»            | 3:53         |
| 4.                  | «Cloud #1»           | 1:45         |
| 5.                  | «Flood's New Light»  | 2:32         |
| 6.                  | «Putrifiers II»      | 6:11         |
| 7.                  | «Will We Be Scared?» | 5:24         |
| 8.                  | «Lupine Dominus»     | 3:29         |
| 9.                  | «Goodnight Baby»     | 3:28         |
| 10.                 | «Wicked Park»        | 2:09         |
| Общая длительность: | Общая длительность:  | 36:47        |